# Martin Walter Ltd.

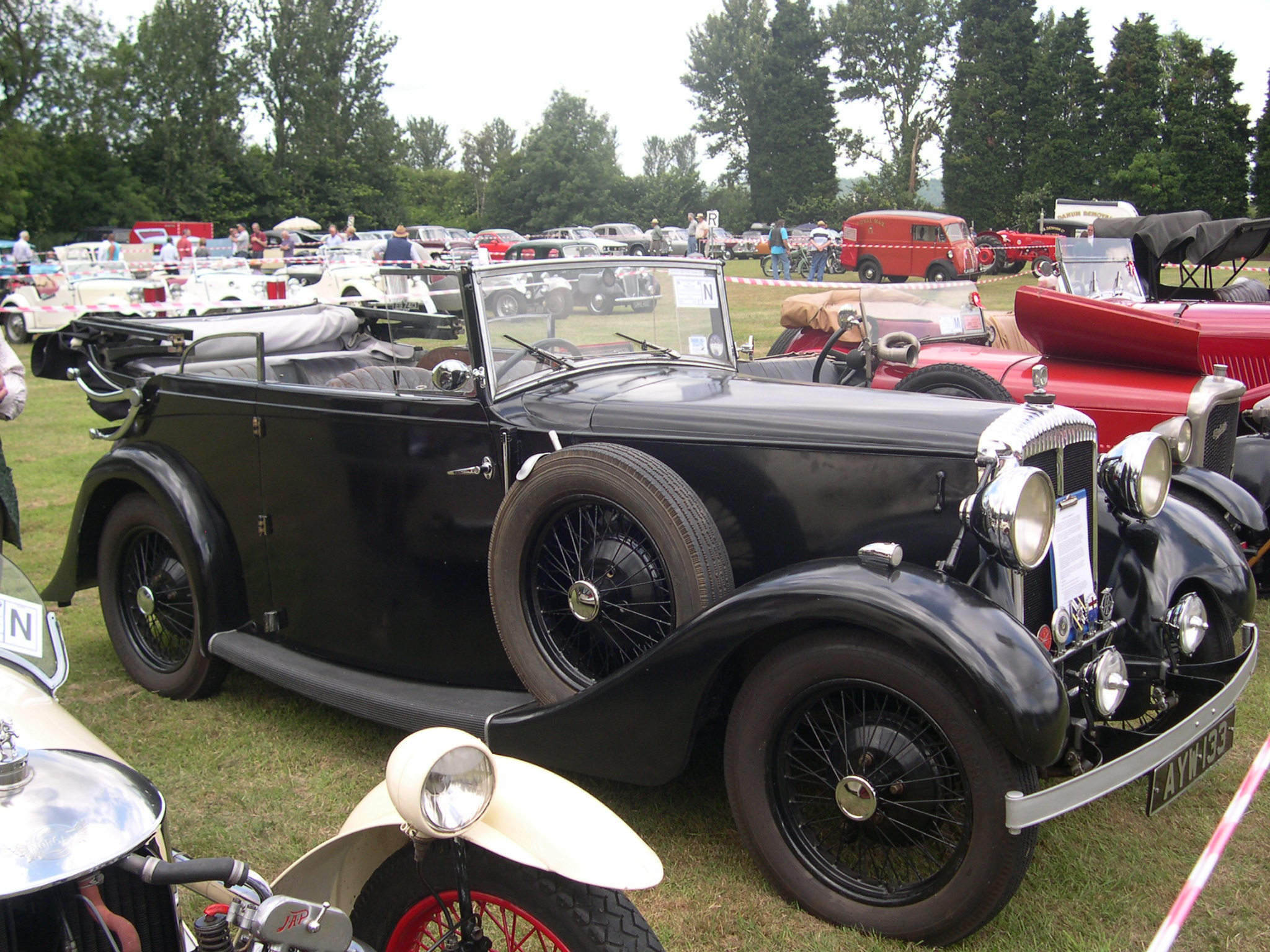
Daimler Light 15 von 1933

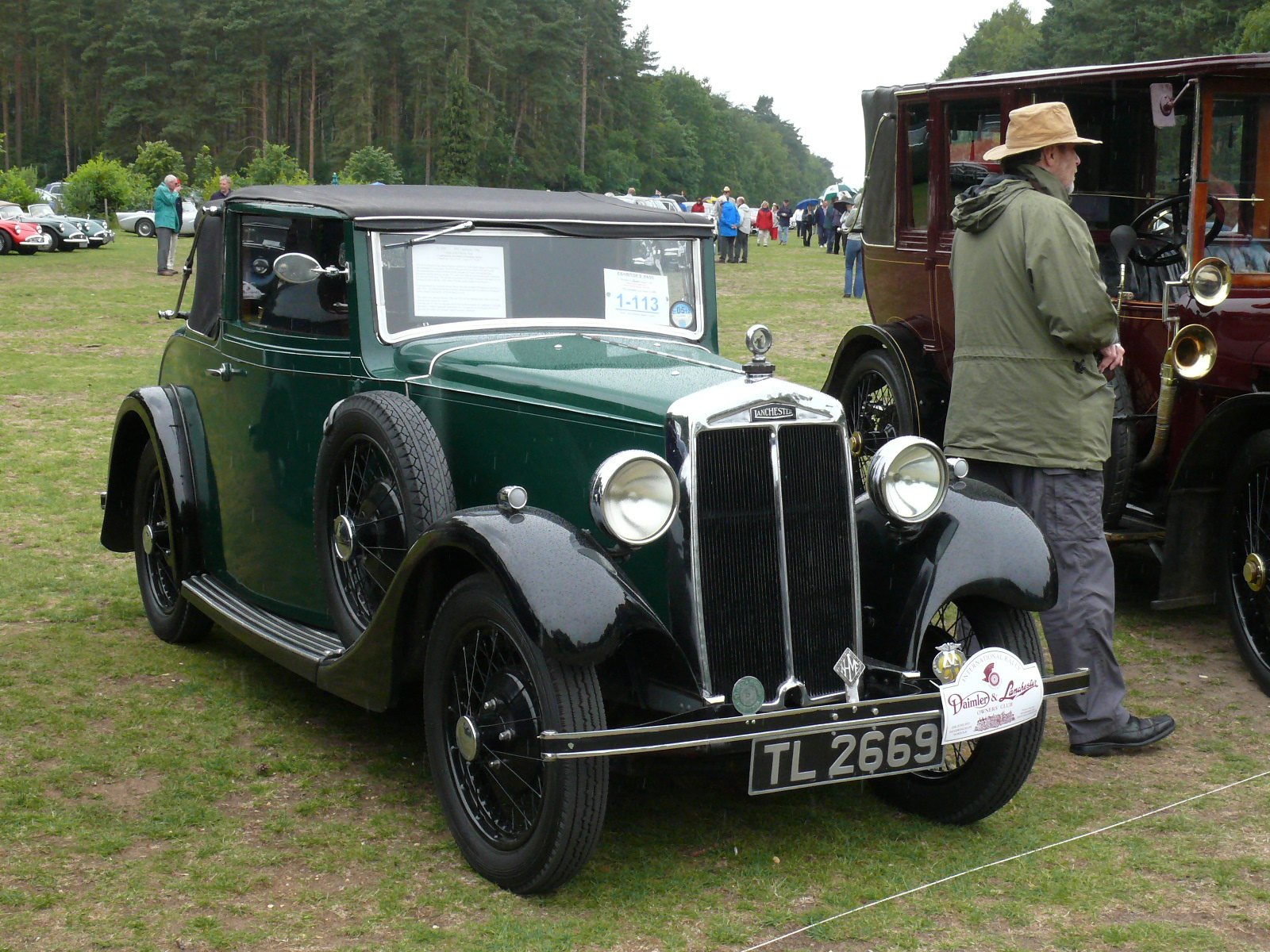
Lanchester Ten von 1933

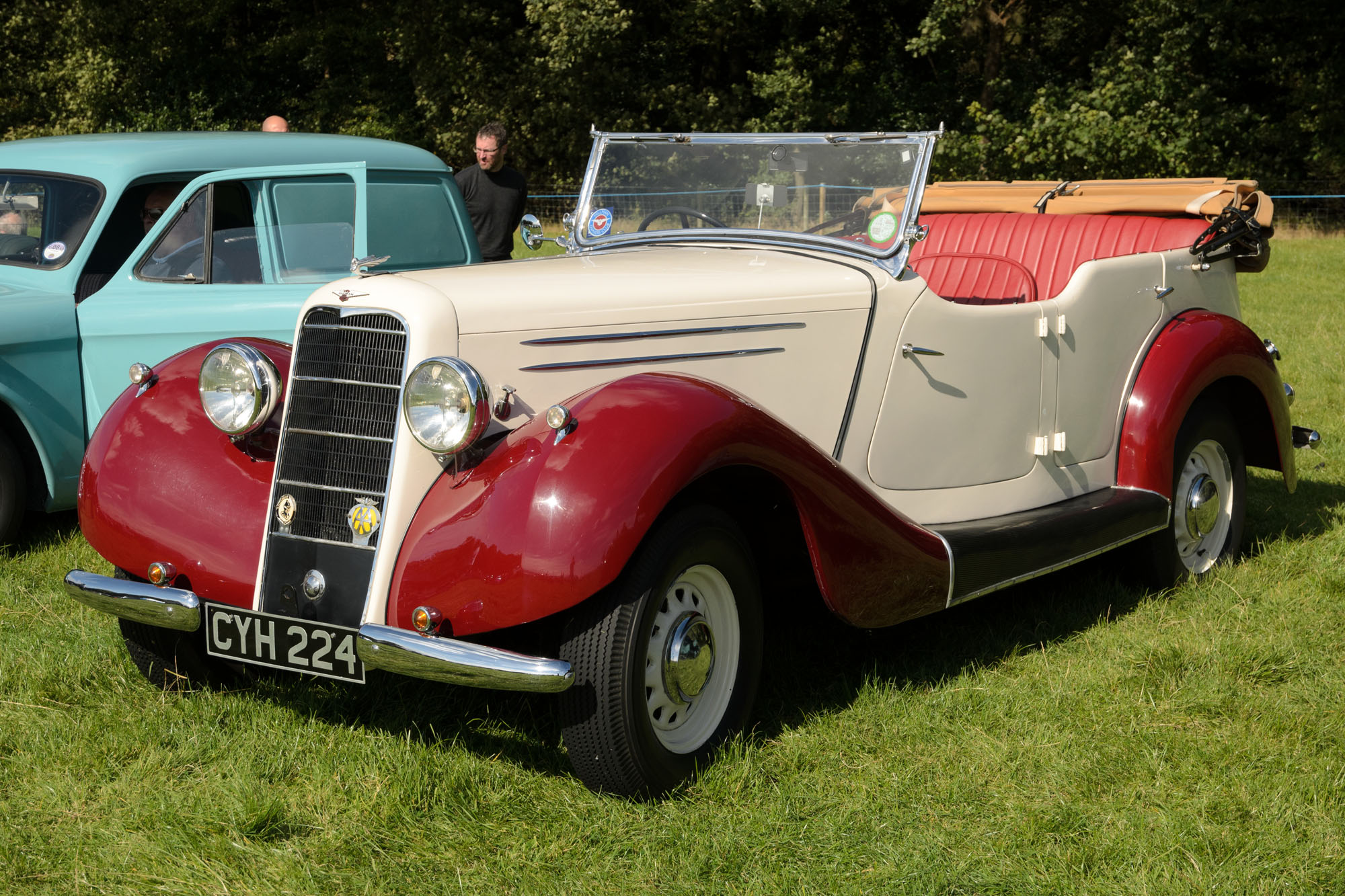
Hillman Hawk von 1936

Martin Walter Ltd. war ein englisches Karosseriebauunternehmen.

## Unternehmensgeschichte
Martin Walter gründete um 1900 das Unternehmen in Folkestone. Zunächst stellte er Sättel her. Mit Hilfe seines Schwagers Spencer Apps kam 1910 der Motorradhandel und 1912 der Automobilhandel dazu. 1916 wurde Norrington aus derselben Stadt übernommen und der Karosseriebau aufgenommen.
1921 und ab 1925 wurden Fahrzeuge auf der Automobilausstellung in London präsentiert. Ende der 1920er Jahre spezialisierte sich das Unternehmen auf Cabriolets. Etwa 1932 wurde eine Lizenz von Gläser für Verdecke erworben.
1937 verkaufte Martin Walter sein Unternehmen an Abbey Coachworks. Das neue Unternehmen firmierte als Wingham Martin Walter.
Martin Walter gründete später Dormobile.

## Fahrzeuge
1921 wurden ein Bianchi und ein Panhard & Levassor auf einer Automobilausstellung präsentiert. Für 1925 sind zwei Delage überliefert. Darauf folgten Talbot und Daimler, später Lanchester und Vauxhall. Dazu kamen Bentley, Hispano-Suiza, Lagonda, Mercedes-Benz und Rolls-Royce.
Ab 1929 sind Zwei- bis Dreisitzer mit der Bezeichnung Romney auf Daimler 25 HP, Austin 12, Austin 16, Lanchester und Vauxhall gefertigt worden. 1931 folgte der Viersitzer Denton auf Basis Austin 12-6, Lanchester, Vauxhall und Daimler.
1933 kamen nach Gläser-Lizenz der Zweitürer Rye und der Viertürer Wingham dazu. Martin Walter bezeichnete sie europäisch als Cabriolet und nicht als Drophead Coupé wie in der englischen Sprache üblich. Die Basis bildeten Fahrzeuge von Daimler, Hillman, Lanchester und Vauxhall. Der Zweitürer war weniger erfolgreich und wurde 1935 eingestellt.